# Noorduyn Norseman

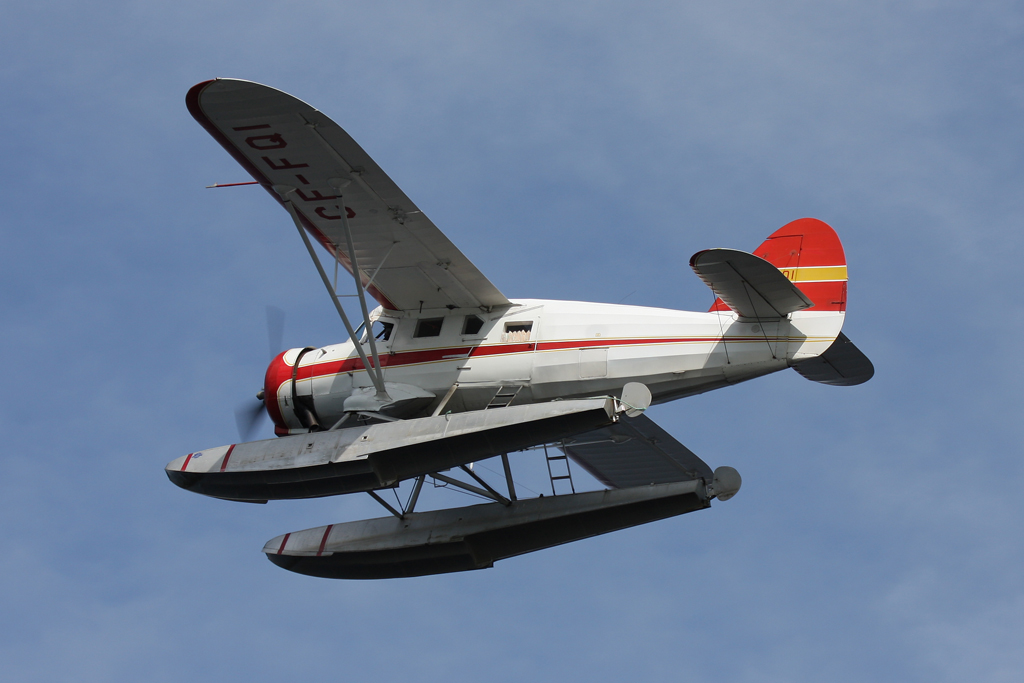
Noorduyn Norseman in watervliegtuig configuratie met twee drijvers

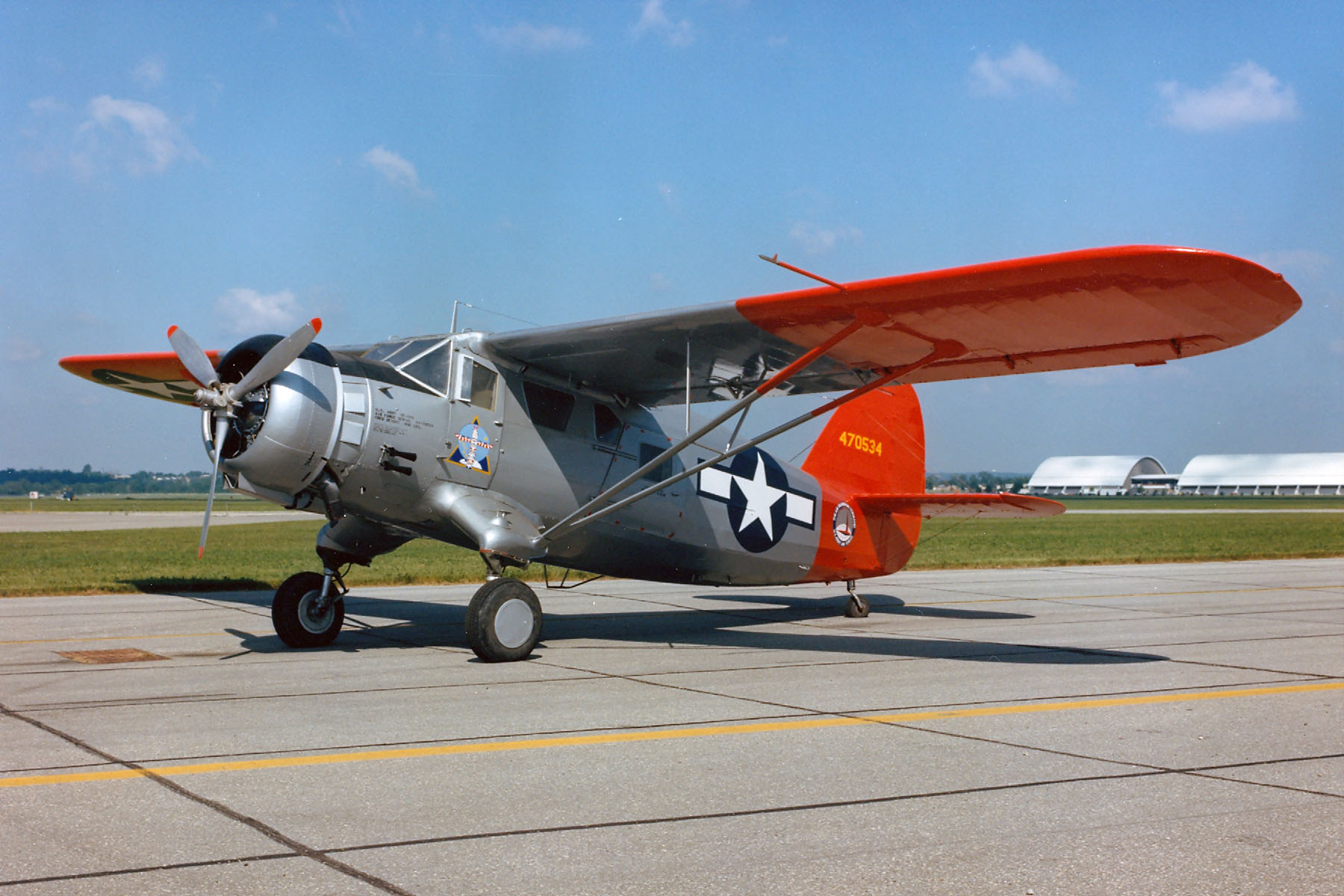
Idem met wielonderstel

De Noorduyn Norseman, ook wel aangeduid als de C-64 Norseman, is een Canadese eenmotorige hoogdekker bush plane ontworpen door Robert Noorduyn. De Norseman werd gebouwd door Noorduyn Aircraft Ltd. Het toestel maakte zijn eerste vlucht op 14 november 1935.

## Geschiedenis
Na te hebben gewerkt voor Fokker, Bellanca en Pitcairn-Cierva, besloot Robert Noorduyn om zijn Noorduyn Norseman vliegtuigontwerp zelf te gaan produceren. Samen met Walter Clayton richtte hij in 1934 de Noorduyn Aircraft Ltd vliegtuigfabriek op.
De Noorduyn Norseman werd ontworpen voor gebruik op onverharde en ruwe landingsbanen. De stevige onderstelconstructie van dit toestel maakte het eenvoudig om te wisselen tussen een ski-, drijver- en wielonderstel. Aan beide zijden van de romp hoeven daartoe slechts twee bouten te worden losgedraaid (totaal vier). De Norseman romp is geconstrueerd van gelaste metalen buizen en houten stringers overtrokken met doek. De vleugels zijn geheel van hout met eveneens een doekbespanning.
De Noorduyn Norseman is tijdens de Tweede Wereldoorlog veel gebruikt als verbindings- en lesvliegtuig. De Norseman werd in Canada ingezet om piloten op te leiden die gingen vechten bij de Britse Royal Air Force of andere luchtstrijdkrachten van het Brits Gemenebest.
Sinds de introductie in 1935 is de Norseman nog 25 jaar in productie gebleven en er zijn 904 exemplaren gebouwd. Tot in de jaren negentig van de 20e eeuw hebben de toestellen, zowel privé als commercieel, dienst gedaan in 68 landen en hebben zowel boven het noordpoolgebied als Antarctica gevlogen.

## Specificaties
- Type: Norseman Mark V
- Fabriek: Noorduyn Aircraft Ltd
- Ontwerper: Robert Noorduyn
- Bemanning: 1
- Maximum aantal personen: 10
- Lengte: 9,86 m
- Spanwijdte: 15,70 m
- Hoogte: 3,07 m
- Vleugelprofiel: NACA 2412
- Vleugel oppervlak: 30,2 m²
- Leeggewicht: 1923 kg
- Maximum gewicht: 3357 kg

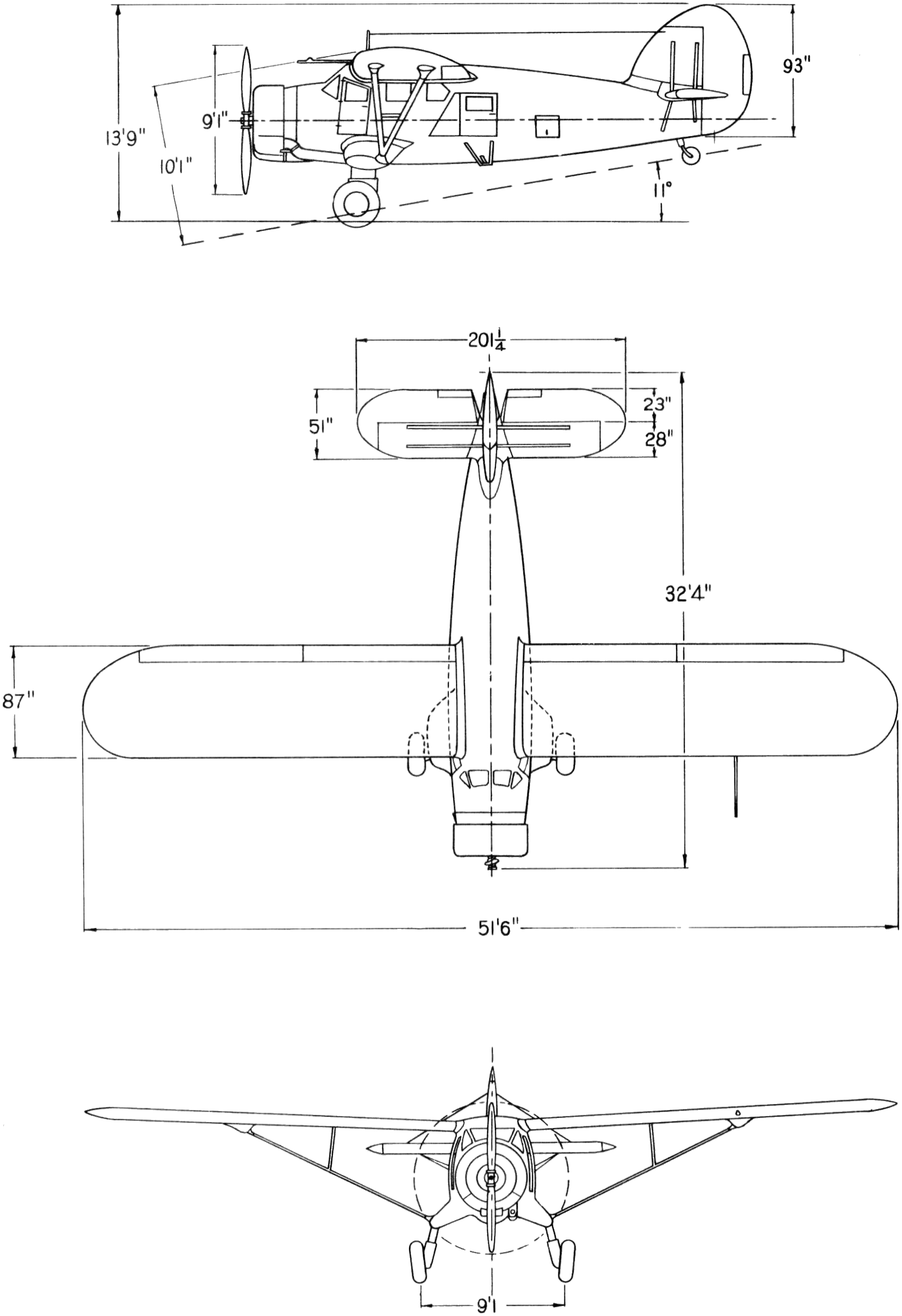
Noorduyn Norseman

- Brandstofcapaciteit: 450 liter + optioneel 170 liter.
- Motor: 1× Pratt & Whitney R-1340-AN1 negencilinder stermotor, 600 pk (450 kW)
- Propeller: Drieblads Hamilton constant-speed, diameter 2,76 m
- Eerste vlucht: 14 november 1935
- Aantal gebouwd: 904
- Gebouwd: 1935-1959

Prestaties:
- Maximumsnelheid: 249 km/h (met wielonderstel)
- Kruissnelheid: 210 km/h
- Overtreksnelheid: 109 km/h
- Klimsnelheid: 3 m/s
- Plafond: 5200 m
- Vliegbereik: 1500 km

## Vergelijkbare vliegtuigen
- Fokker Universal
- Stinson Reliant
- De Havilland Beaver
- Cessna Airmaster

## Trivia
- In het Nederlands Transport Museum te Nieuw-Vennep staat een toestel ter restauratie.